# Södra militärdistriktet (Sverige)
För Södra militärdistriktet i Ryssland, se Södra militärdistriktet (Ryssland)
Södra militärdistriktet (MD S) var ett militärdistrikt inom svenska Försvarsmakten som verkade åren 2000–2005. Förbandsledningen var förlagd i Göteborgs garnison i Göteborg.

## Historik
Inför försvarsbeslutet 2000 föreslog regeringen i sin propositionen för riksdagen, att den taktiska nivån bör reduceras genom att fördelnings- och försvarsområdesstaber samt marinkommandon och flygkommandon skulle avvecklas. Detta för att utforma ett armétaktiskt, marintaktiskt respektive flygtaktiskt kommando vilka skulle samlokaliseras med operationsledningen. Förslaget innebar att samtliga territoriella staber skulle avvecklas, vilket bland annat innebar att militärområdesstaberna upplöstes.
I dess ställe bildades den 1 juli 2000 fyra militärdistrikt, vilka i princip motsvarade geografiskt sett de tidigare militärområdena. Den stora skillnaden var att militärdistrikten var den lägsta nivån där chefen var territoriellt ansvarig. Inom militärdistrikten organiserades militärdistriktsgrupper efter den tidigare försvarsområdesindelningen. Vilket inom Södra militärdistriktet motsvarade elva militärdistriktsgrupper.
Inför försvarsbeslutet 2004 föreslog regeringen för riksdagen, efter förslag från Försvarsmakten, att reducera antalet militärdistriktsgrupper, där militärdistriktsgrupperna i Borås, Hässleholm och Kalmar inom Södra militärdistriktet föreslogs att avvecklas. Då det enligt Försvarsmakten skulle organiseras färre hemvärnsförband, men bättre utbildade och uppfyllda förband. Försvarsbeslutet innebar att Kalmargruppen och Skånska dragongruppen och Älvsborgsgruppen avvecklas den 30 juni 2005, och dess uppgifter övertogs den 1 juli 2005 av Kronobergsgruppen, Södra skånska gruppen respektive Göteborgsgruppen. Vidare kom även bland annat Gotlands militärdistrikt (MD G) att upplösas och avvecklas, vilket innebar att Gotlandsgruppen överfördes från den 1 januari 2005 till Mellersta militärdistriktet (MD M).
Inför försvarsbeslutet hade Försvarsmakten föreslagit tre alternativ till en förändrad militärdistriktsorganisationen. Den första handlingsvägen var att militärdistriktsorganisationen bibehölls. Den andra handlingsvägen skulle innebära att militärdistriktsstaberna sammanförs med ett utbildningsförband. Och den tredje handlingsvägen skulle innebära att militärdistriktsorganisationen avvecklas, och att ansvaret för den territoriella verksamheten överförs till Operativa insatsledningen (OPIL).
Att en förändring av militärdistriktsorganisationen var nödvändig delades av både regeringen, Försvarsmaktens och Försvarsberedningen. Men både 
regeringen och Försvarsberedningens ansåg att frågan behövdes ytterligare överväganden innan ett riksdags beslut var möjligt. Regeringens huvudalternativ var dock att organisationen skulle upplösas och avvecklas.
Den 2 juni 2005 presenterade regeringen sin proposition (2004/05:160) gällande en avveckling av militärdistriktsorganisationen. I propositionen hänvisades regeringen till att "I det framtida insatsförsvaret och den beslutade insatsorganisationen finns det inte längre krav på eller behov av regional eller territoriell ledning som motiverar en särskild ledningsorganisation". Därmed ansåg regeringen att militärdistriktsorganisationen kunde avvecklas, något som Försvarsmakten även i en framställan till regeringen den 7 mars 2005 föreslagit. I dess ställe skulle fyra ledningsgrupper för säkerhetstjänst och samverkan inrättas, där ledningsgrupperna lokaliserade till Boden, Stockholm, Göteborg och Malmö.
Den 16 november 2005 beslutade riksdagen att militärdistriktsorganisationen skulle upplösas och avvecklas den 31 december 2005. Vilket innebar att militärdistriktsgrupperna omorganiserades till utbildningsgrupper och underställdes ett utbildningsförband. Detta medförde att samtliga ingående militärdistriktsgrupper överfördes från Södra militärdistriktet (MD S) och underställdes från den 1 januari 2006 Göta ingenjörregemente (Ing 2), Luftvärnsregementet (Lv 6), Skaraborgs regemente (P 4), Södra skånska regementet (P 7), Försvarsmaktens sjukvårdscentrum (FSC) och Marinbasen (MarinB).
Den 16 december 2005 manifesterades avvecklingen genom en nedläggnings- och överlämningsceremoni, och den 31 december 2005 upphörde distriktet officiellt. Från den 1 januari 2006 övergick Södra militärdistriktet till en avvecklingsorganisation, vilken verkade fram till 30 juni 2006.

## Verksamhet
Södra militärdistriktet ledde sin verksamhet från Göteborg med viss stabsverksamhet i Malmö, Ledningsgrupp Malmö. Dess främsta uppgift, i likhet med övriga militärdistrikt, var att leda den territoriella verksamheten inom distriktet, upprätthålla anbefalld beredskap och samverkan med totalförsvarets civila delar på regionala och lokala nivåer, samt att leda och genomföra utbildning av hemvärn och stödja de frivilliga försvarsorganisationerna. Distriktet omfattade Blekinge län, Hallands län, Jönköpings län, Kalmar län, Kronobergs län, Skåne län och Västra Götalands län.
Varje militärdistrikt bestod av ett antal militärdistriktsgrupper, inom Södra militärdistriktet ingick elva grupper, även kallade MD-grupper. I samband med att Södra militärdistriktet upplöstes och avvecklades, överfördes den 1 januari 2006 det territoriella ansvaret till Högkvarteret, och ansvaret för de ingående MD-grupperna till Göta ingenjörregemente (Ing 2), Luftvärnsregementet (Lv 6), Skaraborgs regemente (P 4), Södra skånska regementet (P 7), Försvarsmaktens sjukvårdscentrum (FSC) och Marinbasen (MarinB).

### Ledningsgrupp Malmö
Ledningsgrupp Malmö (LMO) var den del av staben som var lokaliserad till Malmö. Ledningsgruppen upprättades i likhet med militärdistriktet den 1 juli 2000. Det med bakgrund att i försvarsbeslutet 2000 angavs bland annat att en ledningsenhet skulle upprättas i Malmö garnison. Staben var placerad i centrala Malmö på Terminalgatan 18.

## Ingående enheter

### 2000–2005
- Blekingegruppen, Karlskrona
- BohusDalgruppen, Uddevalla
- Göteborgsgruppen, Göteborg
- Älvsborgsgruppen, Borås
- Hallandsgruppen, Halmstad
- Kalmargruppen, Kalmar
- Kronobergsgruppen, Växjö
- Norra Smålandsgruppen, Eksjö
- Skaraborgsgruppen, Skövde
- Skånska dragongruppen, Hässleholm
- Södra skånska gruppen, Revingehed

### 2005–2005
Den 1 juli 2005 antogs en ny organisation, då militärdistriktsgrupperna i Borås, Hässleholm och Kalmar upplösts och avvecklades den 30 juni 2005.

- Blekingegruppen, Karlskrona
- BohusDalgruppen, Uddevalla
- Elfsborgsgruppen, Göteborg
- Hallandsgruppen, Halmstad
- Kalmar- och Kronobergsgruppen, Växjö
- Norra Smålandsgruppen, Eksjö
- Skaraborgsgruppen, Skövde
- Skånska gruppen, Revingehed

## Förläggningar och övningsplatser
Södra militärdistriktets stab med ledningsresurser var grupperad på Käringberget i Göteborg, där man övertog lokaler från Västkustens marinkommando, vilket upplöstes och avvecklades den 30 juni 2000. En mindre del av staben fanns lokaliserad i Skåne, Ledningsgrupp Malmö. Vilken inledningsvis var lokaliserade till Skånska luftvärnsregementets tidigare förbandsområde i Husie. Men kom senare att flytta in till centrala Malmö på Terminalgatan 18. Efter att Södra militärdistriktet upplöstes och avvecklades, övertogs lokalerna i Göteborg av Försvarsmaktens sjukvårdscentrum (FSC).

## Heraldik och traditioner
Vid bildandet av Södra militärdistriktet den 1 juli 2000. Staben var från början organiserad utan några historiska bindningar till Göteborg. Södra militärdistriktet övertog dock vissa traditioner samt det heraldiska vapnet från det tidigare Södra militärområdet (Milo S). Där bland annat kommandotecknet som militärbefälhavaren för Södra militärområdet burit, övertogs av militärdistriktsbefälhavaren för Södra militärdistriktet. Stabens marsch, "På marsch" (Rydberg), ärvdes även den från Södra militärområdet. År 2003 överlämnades ett nytt kommandotecken, där tecknet försetts med i övre inre hörnet ett med öppen krona krönt upprest gult lejon. År 2001 instiftades Södra militärdistriktets förtjänstmedalj i guld (MDSGM). År 2005 instiftades Södra Militärdistriktets minnesmedalj i silver (MDSMSM). Den 16 december 2005 manifesterades avvecklingen genom en nedläggnings- och överlämningsceremoni, och den 31 december 2005 upplöstes distriktet officiellt.

## Förbandschefer

### Militärdistriktsbefälhavare
- 2000–2004: Generalmajor Paul Degerlund[e]
- 2004–2005: Överste Göran Boijsen[f]

### Stabschefer
- 2000–2003: Överste Lennart Klevensparr
- 2003–2004: Överste Göran Boijsen
- 2004–2005: Överstelöjtnant Hans Bengtsson

### Ställföreträdande stabschefer
- 2001–2003: Kommendörkapten Lennart Bengtsson
- 2004–2005: Överstelöjtnant Olavi Olson

## Namn, beteckning och förläggningsort
| Södra militärdistriktet | 2000-07-01 | – | 2005-12-31 |
| Avvecklingsorganisation | 2006-01-01 | – | 2006-06-30 |

| MD S | 2000-07-01 | – | 2005-12-31 |

| Göteborgs garnison (F) | 2000-07-01 | – | 2006-06-30 |
| Malmö garnison (D)     | 2000-07-01 | – | 2006-06-30 |

## Galleri

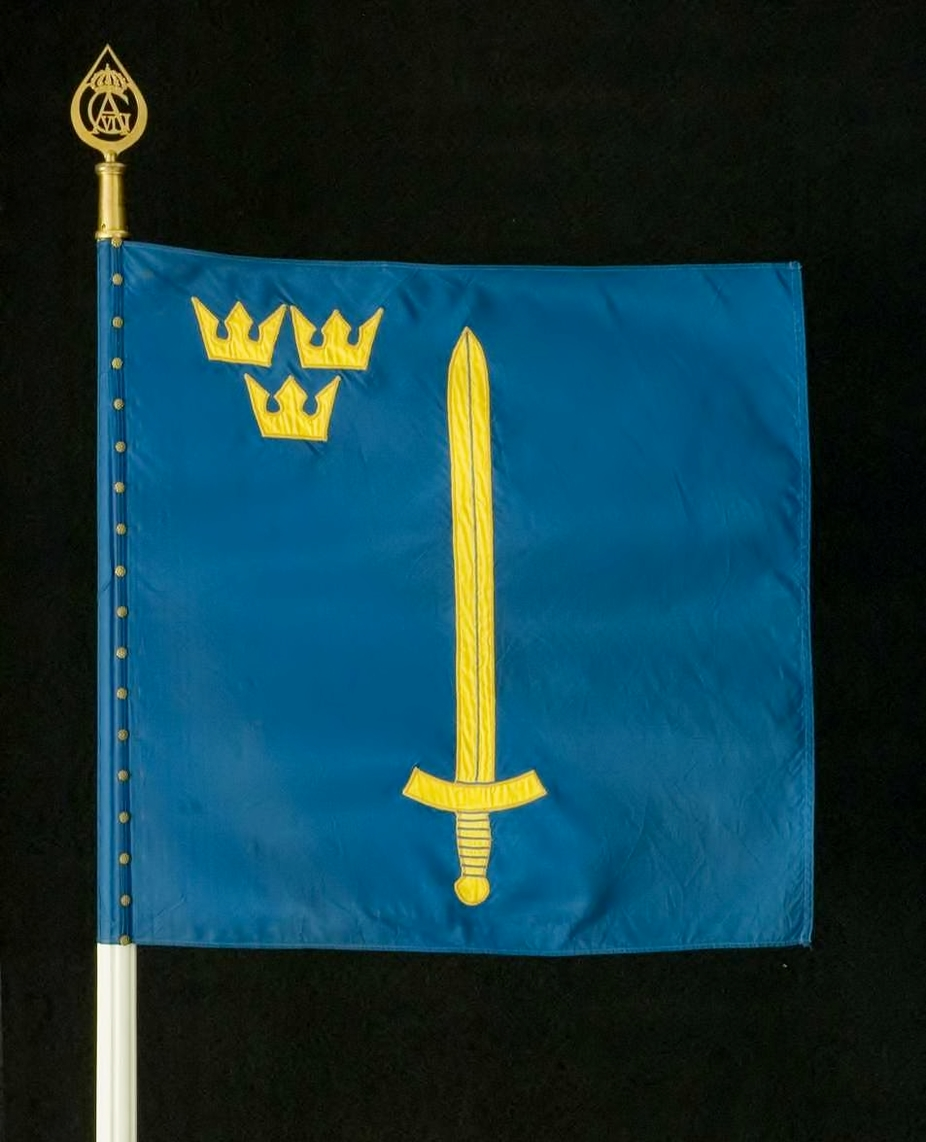
Kommandotecken 2000–2003
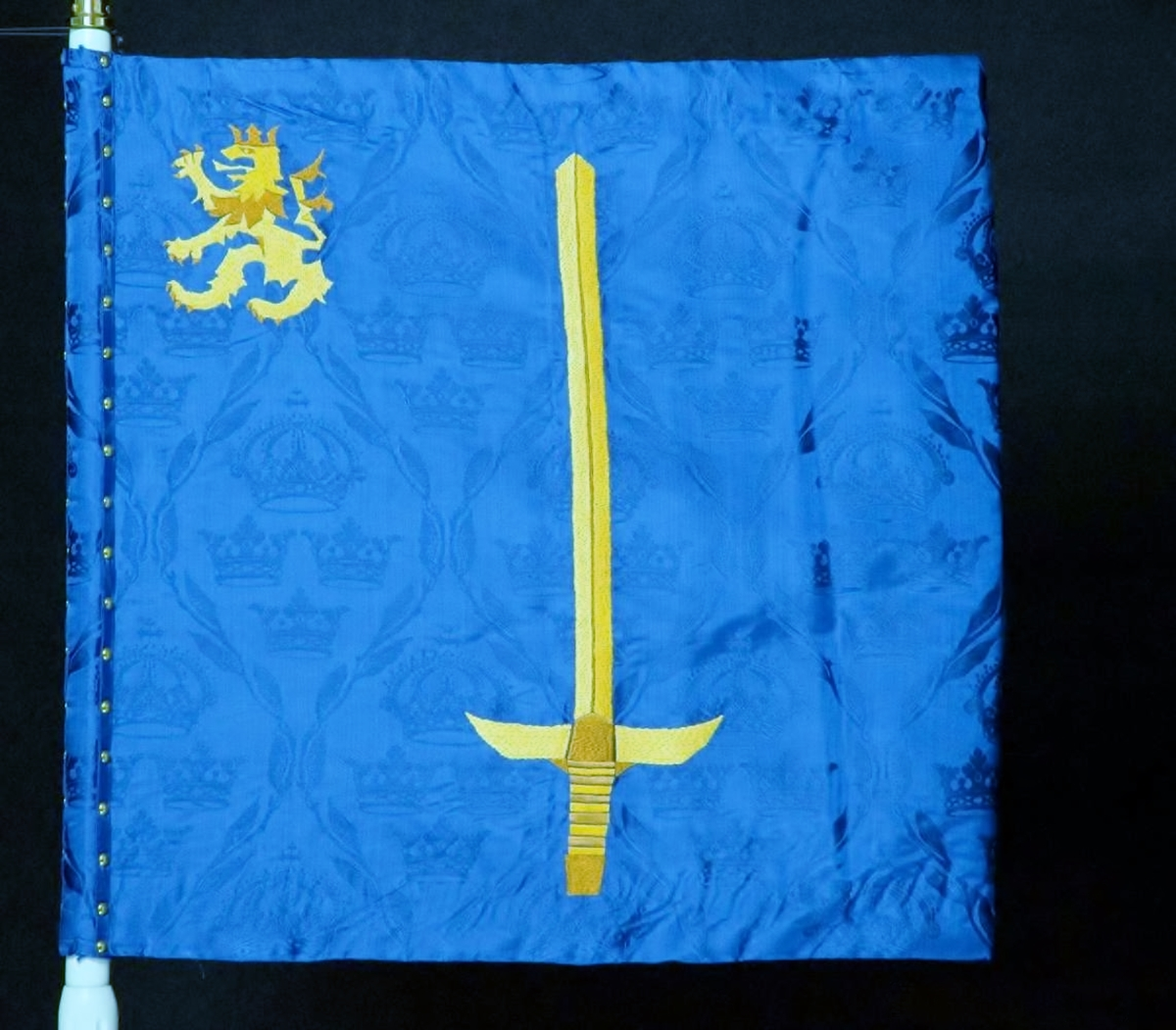
Kommandotecken 2003–2005
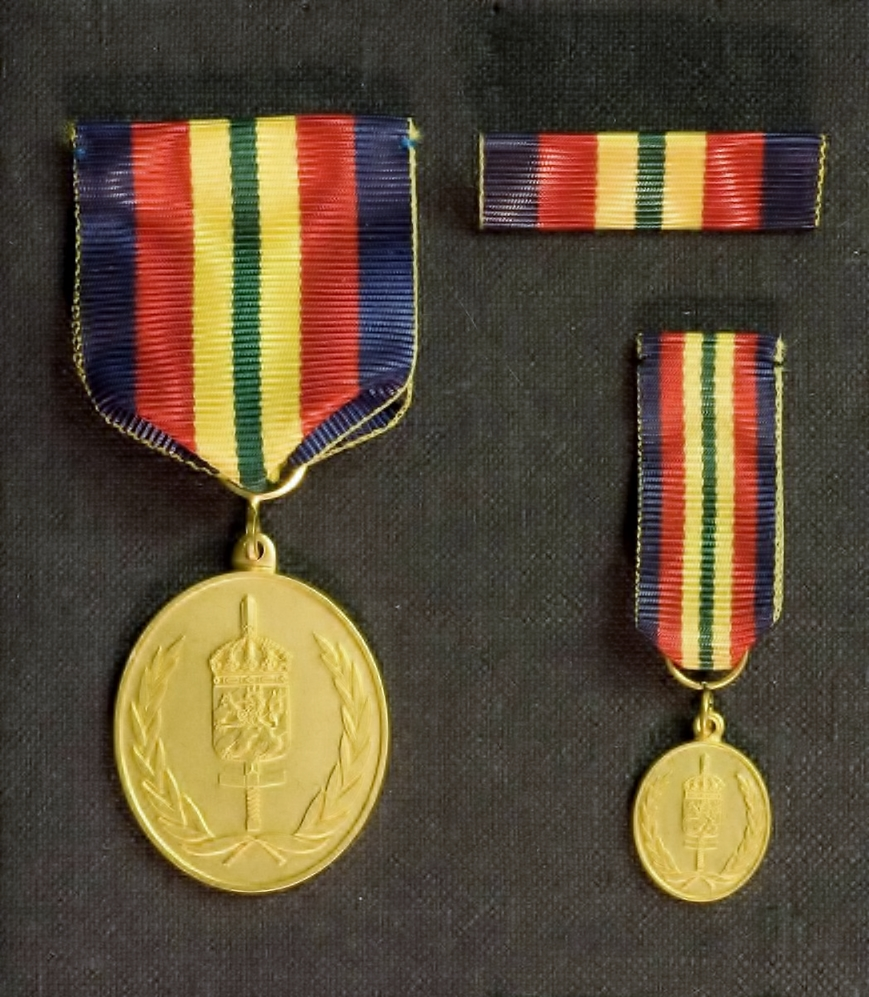
Förtjänstmedalj i guld (MDSGM)
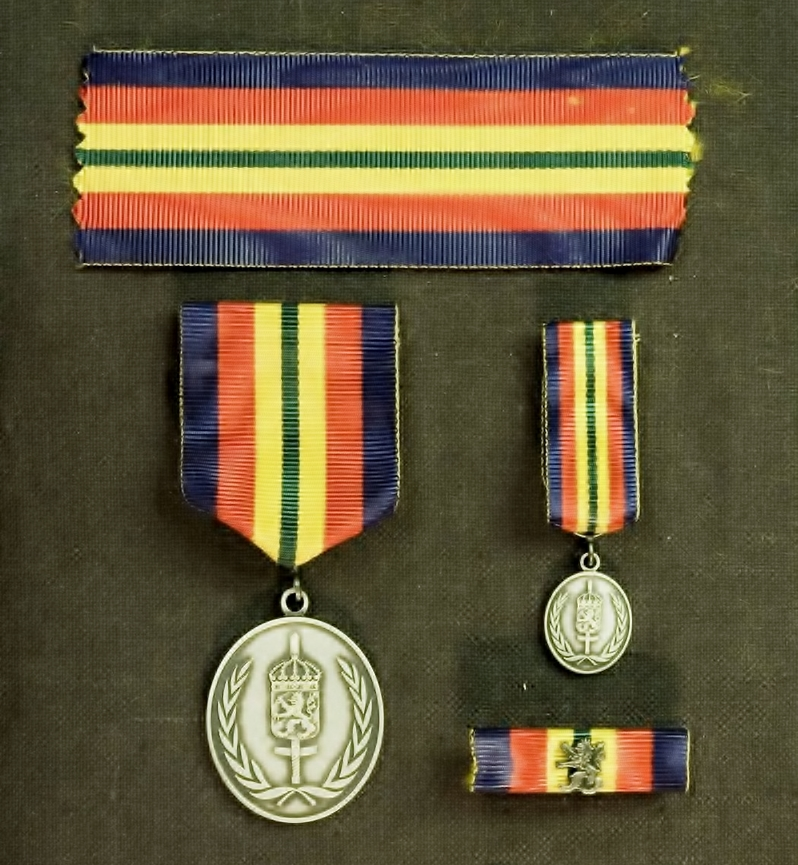
Minnesmedalj i silver (MDSMSM)